# 溫迪罕阿徒罕
温迪罕·阿徒罕（1056年—1120年），金朝初年将领。温迪罕部人。《金史·国语解》阿徒罕意为“采薪之子”。
十七岁时从完颜撒改、完颜斡带等统一附近诸部，皆身先力战。为人孝谦，好施惠，骁勇善战。辽天祚帝乾统六年（1106年），高丽国在曷懒甸筑九城，阿徒罕从斡塞（赛）率本部为前锋，先下駞吉城，既而八城皆下，击退九城之军，功居首位。辽天祚帝天庆四年（1114年），在宁江州、黄龙府败辽兵，奋击力战，身被数十创，先登其城。以功授谋克。取黄龙府，力战有功。金太祖收国二年（1116年），他和乌论石准等人率部在照散城（今辽宁省清源县南）击败六万辽兵。天辅四年（1120年），病死，卒年六十五岁。

## 延伸阅读
[在维基数据编辑]
 《金史·卷81》，出自脱脱《遼史》